# Rondibilis lineata
Rondibilis lineata es una especie de escarabajo longicornio del género Rondibilis, tribu Acanthocinini, subfamilia Lamiinae. Fue descrita científicamente por Aurivillius en 1927.

## Descripción
Mide 6-8 milímetros de longitud.

## Distribución
Se distribuye por Filipinas.